# Joodse begraafplaats (Sittard)
De huidige Joodse begraafplaats van Sittard is gelegen op de algemene begraafplaats Vrangendael aan de Lahrstraat in de wijk Vrangendael. Ze is gebruik genomen in 1963.

## Geschiedenis van de Joodse begraafplaatsen in Sittard
De oudst bekende Joodse begraafplaats was gelegen op Fort Sanderbout. Zij werd eind 17de eeuw in gebruik genomen nadat de vestingwerken in onbruik waren geraakt. De oudst bewaarde grafsteen dateert van 1715. In 1838 kon de Joodse Gemeenschap deze begraafplaats aankopen van de gemeente Sittard, die toen geld nodig had voor de aanleg van een algemene begraafplaats aan de Dominicanenwal. Ook de Joden kregen op deze algemene begraafplaats een klein stukje grond toegewezen in 1840, maar namen dit pas vanaf 1869 in gebruik. Daar zij geen eigenaar waren, kon de eeuwige grafrust er niet worden gegarandeerd. Tot 1903 werd ook op Fort Sanderbout nog incidenteel begraven. De begraafplaats aan de wal raakte snel vol en werd in 1889 uitgebreid met een nieuw gedeelte.
Na de bijna complete uitroeiing van de Joodse gemeenschap in Sittard tijdens de Tweede Wereldoorlog, konden beide Joodse begraafplaatsen niet meer worden verzorgd. Het Nederlands-Israëlitisch Kerkgenootschap stemde in 1955 in met het overbrengen van de graven op Fort Sanderbout naar de algemene begraafplaats aan de wal, en in 1962 met het ruimen van ook deze begraafplaats, waarna alle stoffelijke resten en grafstenen werden overgebracht naar de algemene begraafplaats Vrangendael. Dit ruimen van Joodse begraafplaatsen is zeer ongebruikelijk, omdat hier een eeuwige grafrust geldt.
Tot in de 19de eeuw waren er ook Joodse begraafplaatsen in gebruik in de nabij gelegen plaatsen Limbricht en in Urmond. In Limbricht zijn geen sporen meer zichtbaar. In Urmond is één grafsteen bewaard gebleven. Zie ook: Joodse begraafplaats (Urmond). Overigens hoorde Limbricht bij de Joodse Gemeenschap van Sittard en Urmond bij de Joodse Gemeenschap Beek.
Het boek Pinkas vermeldt abusievelijk een Joodse begraafplaats aan de Carkstraat in Sittard, een fout die door veel andere publicaties is overgenomen. Deze straat bestaat niet, en bedoeld is de uitbreiding van de begraafplaats aan de wal in 1889.

## De Joodse gemeenschap van Sittard
Sittard had in de late middeleeuwen al Joodse inwoners, maar pas in de zestiende eeuw is er sprake van een stabiele en continue Joodse gemeenschap, die er zo'n drie eeuwen heeft bestaan. Ze openden in 1725 een huissynagoge in de Molenbeekstraat en in 1853 een synagoge in de Plakstraat. In de voordagen van de Tweede Wereldoorlog vluchtten veel Duitse Joden naar Sittard en omgeving. Deze vlucht gaf hen slechts enkele jaren uitstel van de verschrikkingen van de Sjoa. In 1942-1943 werden nagenoeg alle Joodse inwoners van Sittard gedeporteerd en vermoord. Na de oorlog bleef slecht een handvol Joden in Sittard achter. Zij waren in getal te klein om een Joodse gemeenschap te vormen. De gesloten synagoge in de Plakstraat werd na de oorlog nog enkele jaren gebruikt maar ging al snel daarna dicht. Sittard viel voortaan onder de Joodse gemeente van Maastricht.
Onder de handvol overgebleven Joden waren Herman Silbernberg (1934-2019) en zijn zus Roos. Over zijn belevenissen rond die tijd heeft Herman een boek gemaakt genaamd 'Jochie... je moet er trots op zijn'.

## Joodse gedeelte algemene begraafplaats Vrangendael
Het Joodse deel van de algemene begraafplaats Vrangendael ligt als men de begraafplaats betreedt uiterst links. Ze heeft een metamorfose ondergaan, waardoor ze er weliswaar piekfijn bijligt, maar waar niet iedereen gelukkig mee is. Alle zerken zijn namelijk netjes in rijen gesorteerd, maar deze zerken, die nu op de grond liggen, waren van oorsprong staande zerken. Het is zodoende nu niet meer duidelijk wie waar ligt begraven.
Het nadeel van deze liggende zerken is verder dat ze veel kwetsbaarder zijn voor neerslag. Regen, sneeuw en hagel blijven op het tekstgedeelte van de stenen liggen, waardoor de teksten sneller onleesbaar worden. Van circa 10 grafstenen kunnen de teksten al niet meer ontcijferd worden.

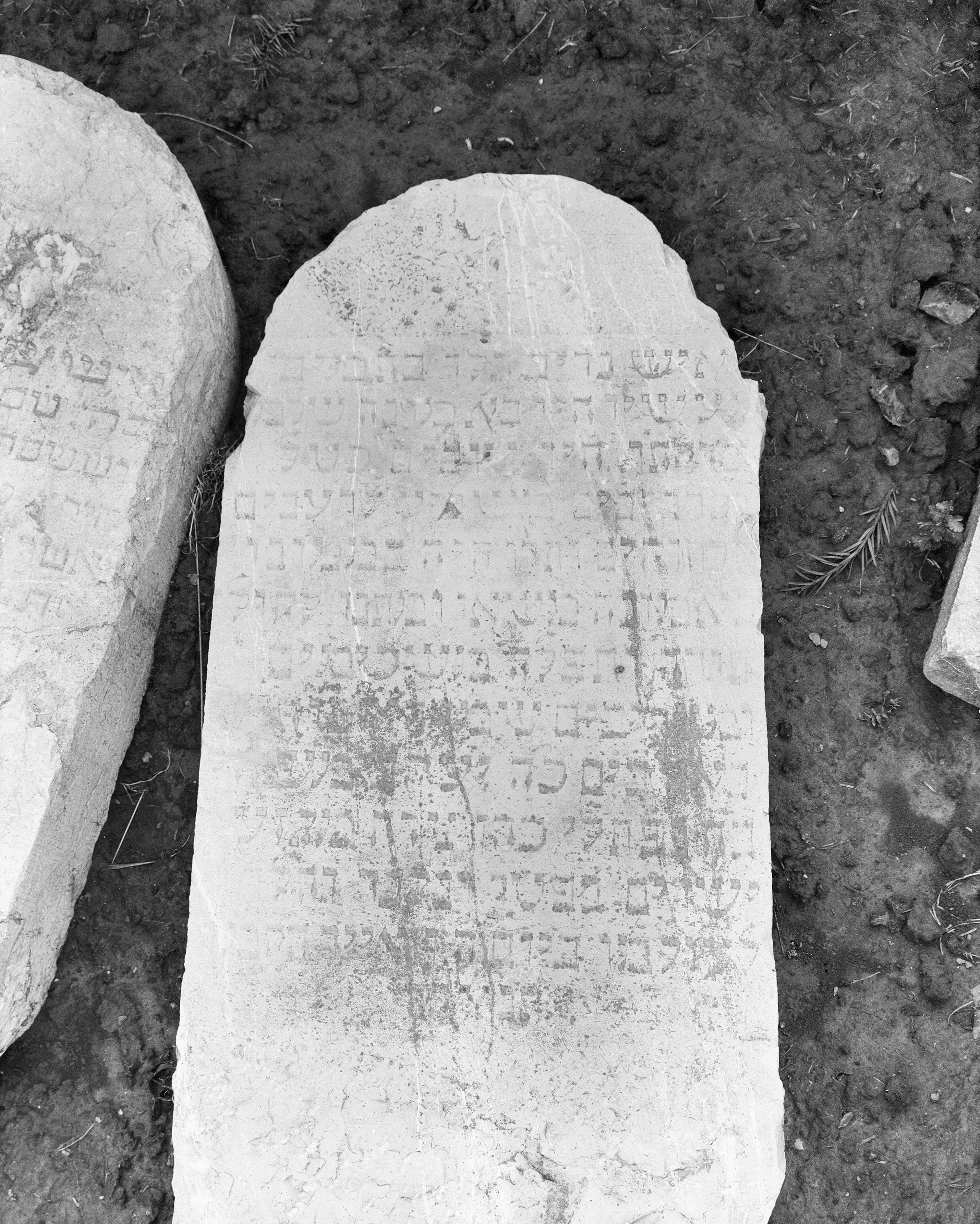
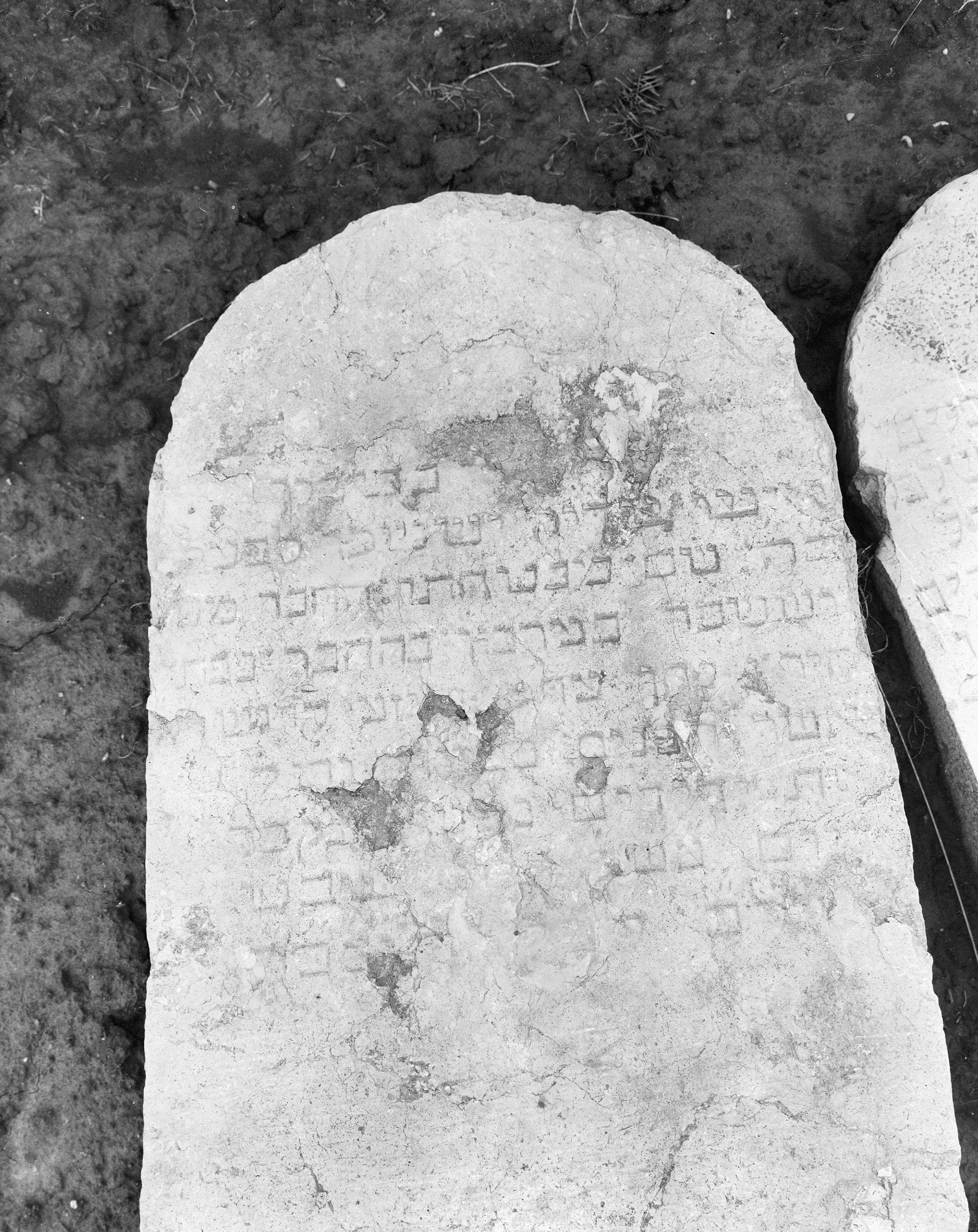
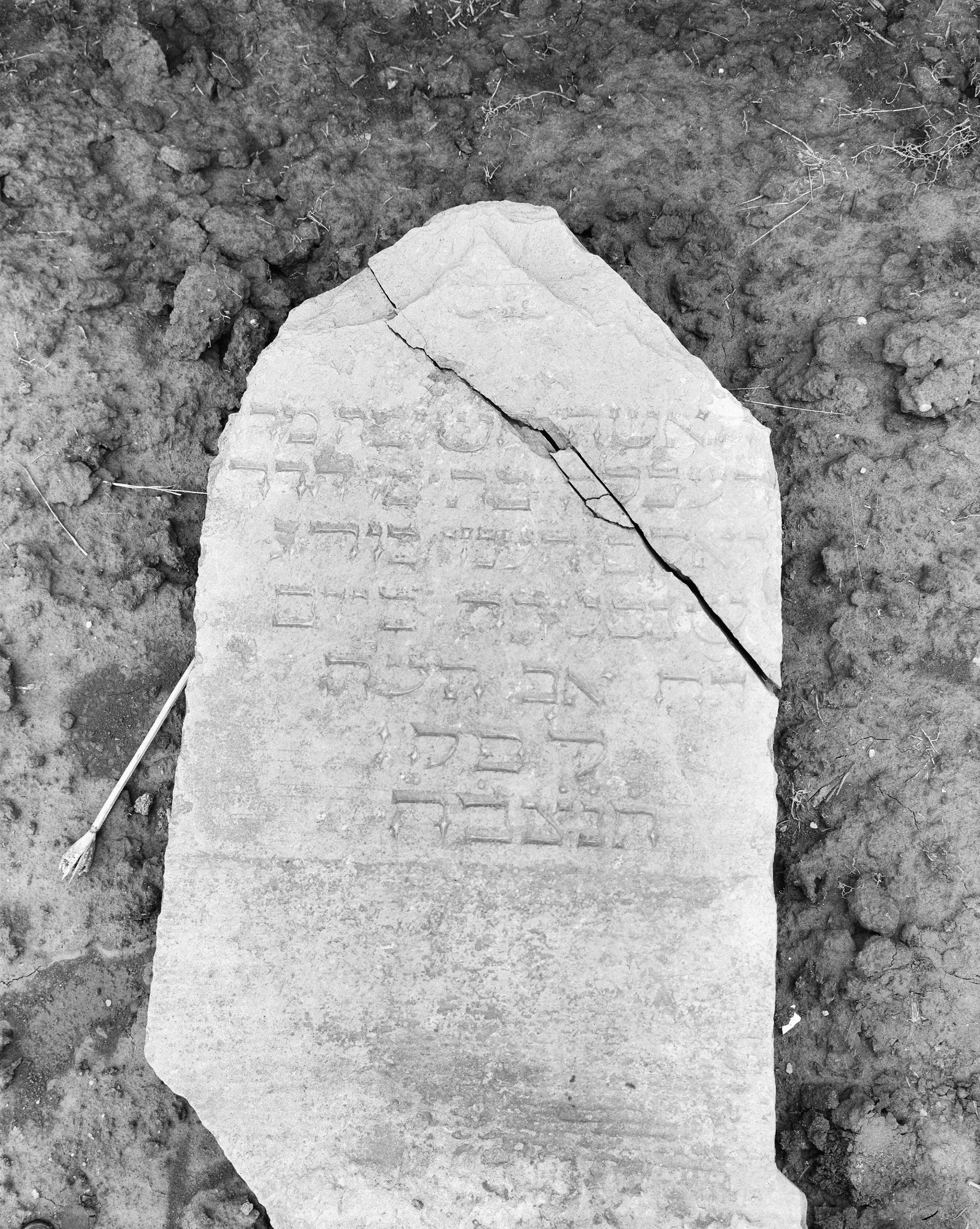
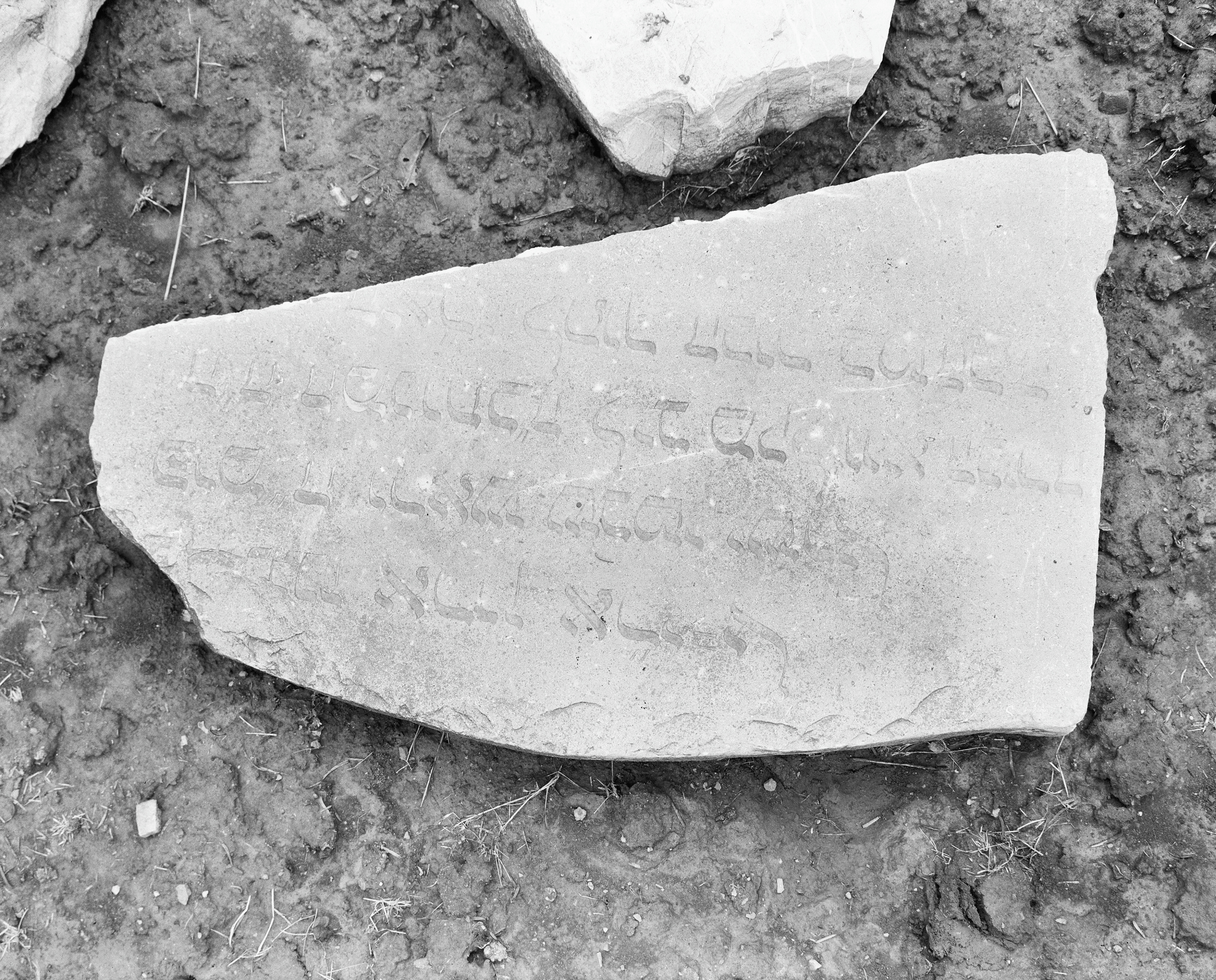

In haar artikel "Stilte en Lofzang" (1996) toont Mw. Adrie Drint een schets van de begraafplaats. Toen al waren veel zerken verplaatst. De schets toont aan dat er twee gedeelten waren waar de Joden werden begraven. Anno 2008 is er nog maar één deel.

## Ter gedachtenis
In september 1994 is de gedenksteen die herinnert aan de omgebrachte Sittardse joden overgebracht van de begraafplaats naar de Stadstuin. In 1995 zijn er twee plaquettes onthuld in respectievelijk de Molenbeekstraat en de Plakstraat, die aan de synagogen herinneren.